# Aedokritus pruinescens
Aedokritus pruinescens är en tvåvingeart som först beskrevs av Edwards 1931.  Aedokritus pruinescens ingår i släktet Aedokritus och familjen fjädermyggor. Inga underarter finns listade i Catalogue of Life.